# Xã Granville, Quận Licking, Ohio
Xã Granville (tiếng Anh: Granville Township) là một xã thuộc quận Licking, tiểu bang Ohio, Hoa Kỳ. Năm 2010, dân số của xã này là 9.773 người.